# Signal Corps Dirigible No. 1
Le Signal Corps Dirigible No. 1 fut le premier aéronef motorisé commandé par la division aéronautique du Signal Corps de l'armée américaine. Il s'agissait d'un dirigeable conçu par Thomas Scott Baldwin, un pionnier de l'aviation. Cet achat était le résultat des pressions exercées par le brigadier général James Allen, après avoir assisté à une démonstration de Baldwin lors d'un meeting aérien à Saint-Louis en 1907. Allen avait plaidé pour l'acquisition d'un dirigeable, soulignant que les armées européennes avaient déjà commencé à les utiliser.
Le 5 août 1908, l'armée effectua un test du SC-1 à Fort Myer (en) en Virginie. Le dirigeable ne parvint pas à atteindre l'objectif de voler pendant 2 heures à une vitesse de 32,19 km/h, ce qui l'aurait rendu éligible à une récompense de 8 000 $. Malgré cela, l'armée accepta l'appareil, le payant 5 737,50 $ et le désigna officiellement en tant que Signal Corps Dirigible No. 1.
Plusieurs officiers, dont les lieutenants Frank Lahm, Michael Finney, Thomas Selfridge et Benjamin Foulois (en), furent formés pour piloter cet aéronef. Plus tard, le détachement de ballons, incluant le SC-1, fut transféré à Fort Omaha au Nebraska. En mai 1909, les lieutenants Lahm et Foulois effectuèrent avec succès un vol à bord de l'appareil, qui resta en service jusqu'à sa mise au rebut en 1912. L'armée américaine ne commanda pas d'autre dirigeable avant la fin de la Première Guerre mondiale.
Le SC-1 mesurait 28,65 mètres de long et était équipé d'un moteur Curtiss de 14,91 kW (20 chevaux).

## Spécifications techniques
- Longueur : 93 pi (28,35 m)
- Volume : 570 m3
- Portance : 1 360 lb (617 kg)
- Moteur : Curtiss
- Puissance : 20 ch
- Vitesse maximale : 19,61 mi/h (31,56 km/h)
- Vitesse de croisière : 13,75 mi/h (22,13 km/h)

 Remarques : certaines informations comme le poids à vide, la capacité en carburant, ou les dimensions précises des hélices ne sont pas spécifiées dans la rubrique .